# Copa Chile Femenina
La Copa Chile Femenina fue un torneo de los clubes chilenos que se inició el año 2009. Fue organizada por la Asociación Nacional de Fútbol Profesional (ANFP), perteneciente a la Federación de Fútbol de Chile.

## Historial
| Temporada | Campeón | Subcampeón | Resultado | Denominación      |
| 2009      | Everton | Colo-Colo  | 4-2       | Copa Chile-Sernam |
| 2010      | Everton | Colo-Colo  | 2-1       | Copa Chile        |

## Títulos por equipo
| Equipo    | Títulos | Subtítulos | Años campeón |
| --------- | ------- | ---------- | ------------ |
| Everton   | 2       | 0          | 2009, 2010   |
| Colo-Colo | 0       | 2          |              |